# Jan van Loon (1677-1763)

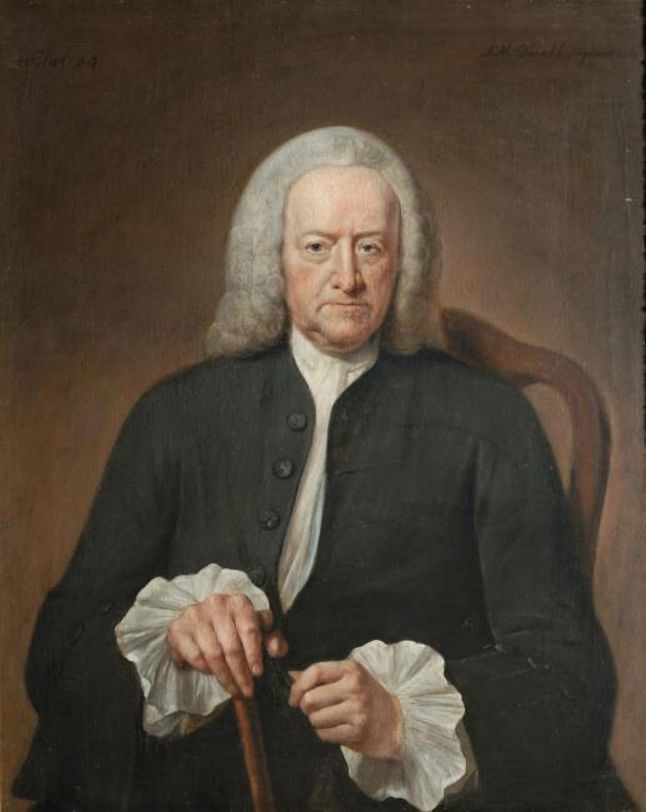
Portret van Jan van Loon door Jan Maurits Quinkhard

Jan van Loon (Amsterdam, 1677- ?, 1763) was een Nederlands jurist en ondernemer.
Van Loon, lid van de familie van Loon, was een zoon van de Amsterdamse burgemeester Willem van Loon en Catharina Hunthum (1636-1706). Hij studeerde rechten en vestigde zich als advocaat in zijn geboorteplaats. Hij trouwde in 1706 in Den Haag met Machteld van Loon (1677-1717) en hertrouwde in 1724 met Maria Cornelia Munter, een dochter van burgemeester Cornelis Munter. 
Van Loon bekleedde diverse gemeentelijke functies in Amsterdam, hij was er onder meer schepen, raad in de vroedschap, weesmeester en commissaris van kleine zaken en van de wisselbank. Als handelaar in cacao had hij ook overzeese belangen. Hij werd bewindhebber bij de West-Indische Compagnie en was directeur van de Sociëteit van Suriname tussen 1737-1763. Van Loon bewoonde met zijn gezin het pand aan de Keizersgracht 668. 
Jacob Bicker Raye vermeldt in zijn dagboeken dat Van Loon in 1734 zijn been op twee plaatsen brak en dat het, vanwege een ontsteking, een jaar later moest worden afgezet. Van Loon liep daarna met een houten been, maar bleef tot 1746 actief als kolonel bij de schutterij. Twee jaar later werd hij "geremoveerd" door de stadhouder, op advies van Mattheus Lestevenon.